# Tjusningen

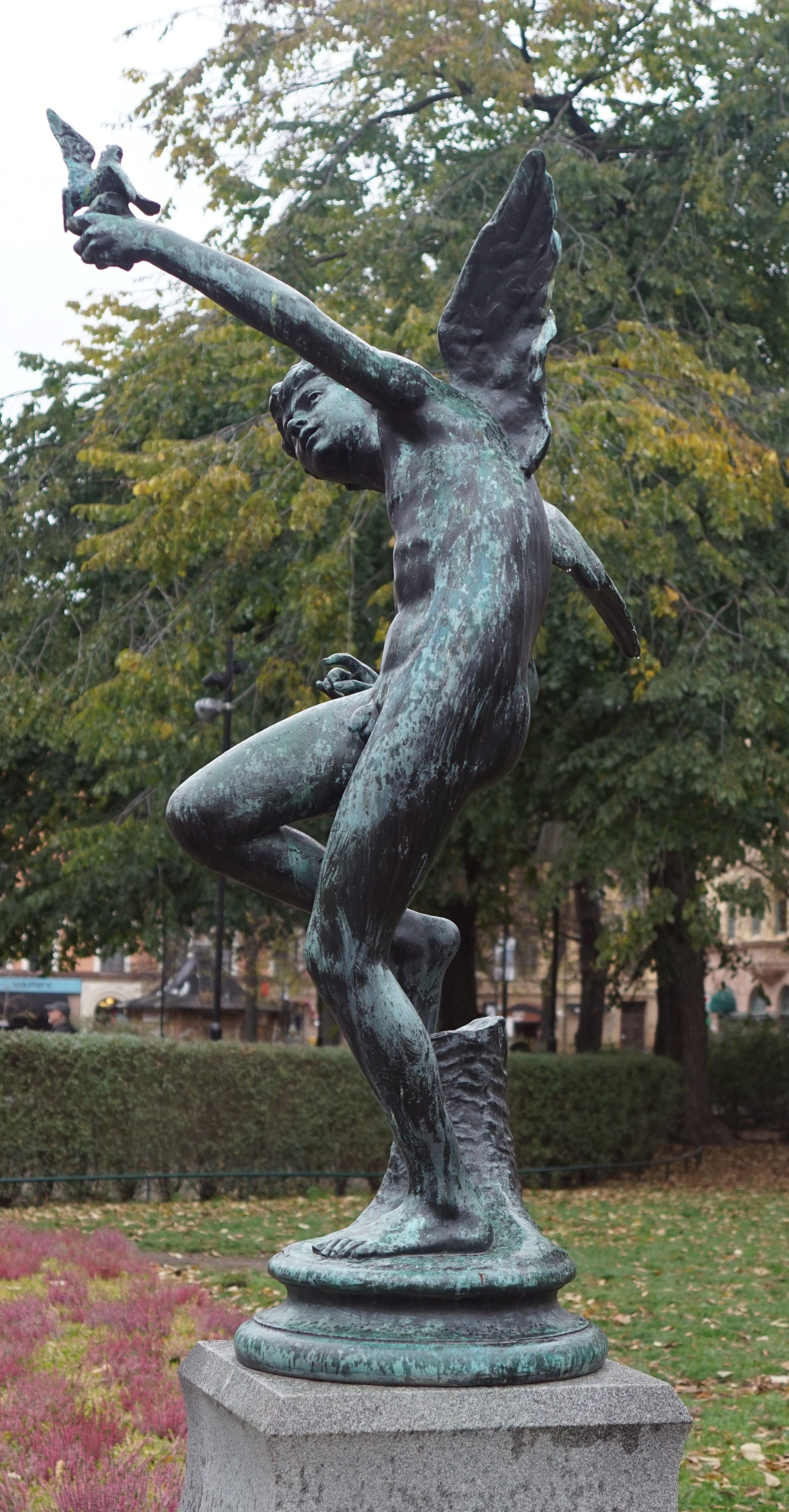
Tjusningen in brons (1917), Mariatorget, Stockholm.

Tjusningen (fascinatie) is een sculptuur van een staande, gevleugelde jongen die speelt met twee vogels in zijn linkerhand, in 1880 gemaakt in gips door Per Hasselberg.
Tjusningen was het eerste openbare werk van Hasselberg en kreeg aandacht voor zijn fijne studie van beweging. In 1917 werd de sculptuur in brons gegoten.

## Exemplaren (selectie)
- Origineel in gips (1880): Göteborgs konstmuseum.
- Gegoten in brons (1917) in de kunstgieterij van Meyer: Rådhusparken, Ronneby.
- Gegoten in brons (1917) in de kunstgieterij van Meyer: Mariatorget, Stockholm.